# René Schuurmans
René Schuurmans (Sint-Michielsgestel, 20 november 1964) is een Nederlandse zanger. Zijn nummers zijn vrijwel allemaal Nederlandstalig en bevinden zich vooral op het terrein van het levenslied en de carnavalsmuziek.

## Biografie
Schuurmans werd in 1964 geboren aan het Maaskantje. Hij komt uit een groot gezin met acht kinderen en groeide op met vier broers en drie zussen. Zijn vader, Sjef Schuurmans, was de eigenaar van café discotheek De Molen in Den Dungen en René groeide daardoor ook op met muziek. In eerste instantie wilde hij dierenarts worden, maar hij hield meer van muziek. Hij drumde tijdens de jaarlijkse kermissen met een plaatselijk orkest. Ook zong hij tijdens feesten en partijen. Samen met zijn zus Astrid vormde hij 5 jaar lang het duo Rene & Astrid.

## Carrière
Schuurmans zingt sinds 2004 solo, nadat hij een jaar of vijf met zijn zus Astrid het duo René & Astrid vormde. Toen Astrid zich geheel op het spelen bij een band wilde richten, ging René solo verder. Eind 2005 besloot hij zijn baan op te zeggen om fulltime artiest te worden. Schuurmans was 12,5 jaar verkeersambtenaar bij de gemeente Sint-Michielsgestel.
Schuurmans bracht vier albums uit en had succes met Als ik haar zie, Diep in mijn hart en Hela Ho. De landelijke doorbraak kwam in 2007 toen Laat de zon in je hart, een cover van de gelijknamige Vlaamse versie van Willy Sommers, een bescheiden hit werd. Ook bereikte het album Vanaf vandaag de 5e plek in de Mega Album Top 100.
In 2010 bracht Schuurmans de single Is het leven niet mooi uit. Schuurmans trad in 2011 & 2013 op in de Amsterdam ArenA tijdens de Halftimeshow van de concertreeks van De Toppers.
Schuurmans treedt regelmatig op bij de TROS Muziekfeesten, Grote Pleinfeesten, Mega Festijnen. Ooit gaf hij een concert in zijn achtertuin, Hierbij waren 12.000 bezoekers aanwezig.
In 2012 verscheen er een nieuwe versie van zijn single Laat de zon in je hart met een vernieuwd arrangement en live instrumenten.
In dit jaar kwamen ook de singles De avond van mijn leven, Is het waar?, en Ik ben nou eenmaal zo uit bij zijn oude platenmaatschappij Berk Music, waar hij, na vier jaar bij platenmaatschappij CNR, is teruggekeerd.
In oktober 2014 heeft hij op verzoek van Omroep Brabant een single gemaakt met de titel Bij ons in Brabant. Dit lied hoorde bij een campagne van de omroep en was een ode aan de provincie Noord-Brabant.
In september 2019 zong hij op het lied Laat de zon in je hart de radio- en tv-commercial in voor supermarktketen Lidl.

## Discografie

### Albums
| Album met eventuele hitnotering(en) in de Nederlandse Album Top 100 | Datum van verschijnen | Datum van binnenkomst | Hoogste positie | Aantal weken | Opmerkingen |
| ------------------------------------------------------------------- | --------------------- | --------------------- | --------------- | ------------ | ----------- |
| Zaterdagavond                                                       | 2004                  | 02-10-2004            | 17              | 9            |             |
| Zomaar verliefd...                                                  | 2006                  | 25-02-2006            | 18              | 18           |             |
| Vanaf vandaag                                                       | 2007                  | 14-07-2007            | 5               | 12           |             |
| Blij dat ik leef                                                    | 2009                  | 04-04-2009            | 18              | 10           |             |
| Lach & geniet                                                       | 2012                  | 06-10-2012            | 23              | 24           |             |
| GOUD                                                                | 2017                  | 02-04-2017            |                 |              |             |

### Singles
| Single met eventuele hitnotering(en) in de Nederlandse Top 40 | Datum van verschijnen | Datum van binnenkomst | Hoogste positie | Aantal weken | Opmerkingen                                |
| ------------------------------------------------------------- | --------------------- | --------------------- | --------------- | ------------ | ------------------------------------------ |
| Hela ho                                                       | 2004                  | -                     |                 |              | Nr. 61 in de Single Top 100                |
| Als ik haar zie                                               | 2004                  | -                     |                 |              | Nr. 13 in de Single Top 100                |
| Ik kom naar huis...                                           | 2004                  | -                     |                 |              | Nr. 53 in de Single Top 100                |
| Samen                                                         | 2005                  | -                     |                 |              | met Van Bill / Nr. 27 in de Single Top 100 |
| Diep in mijn hart...                                          | 2005                  | -                     |                 |              | Nr. 36 in de Single Top 100                |
| Zomaar verliefd                                               | 2006                  | -                     |                 |              | Nr. 32 in de Single Top 100                |
| Ik droom je terug bij mij                                     | 2006                  | -                     |                 |              | Nr. 79 in de Single Top 100                |
| Samen met jou                                                 | 2006                  | -                     |                 |              | Nr. 64 in de Single Top 100                |
| Laat de zon in je hart                                        | 2007                  | -                     |                 |              | Nr. 18 in de Single Top 100                |
| Maria                                                         | 2007                  | -                     |                 |              | Nr. 54 in de Single Top 100                |
| Handen in de lucht                                            | 2008                  | -                     |                 |              | Nr. 21 in de Single Top 100                |
| Kom bij me terug                                              | 2008                  | -                     |                 |              | Nr. 25 in de Single Top 100                |
| Blij dat ik leef                                              | 2009                  | -                     |                 |              | Nr. 12 in de Single Top 100                |
| Is het leven niet mooi                                        | 22-04-2010            | -                     |                 |              | Nr. 15 in de Single Top 100                |
| Zing met me mee                                               | 2011                  | -                     |                 |              | Nr. 19 in de Single Top 100                |
| Verliefd zijn                                                 | 2011                  | -                     |                 |              | Nr. 53 in de Single Top 100                |
| Ben jij verliefd?                                             | 2011                  | -                     |                 |              | Nr. 27 in de Single Top 100                |
| Laat de zon in je hart 2012                                   | 2012                  | -                     |                 |              | Nr. 25 in de Single Top 100                |
| Oranje de kleur van ons hart                                  | 2012                  | -                     |                 |              | met Factor12 / Nr. 11 in de Single Top 100 |
| Als het weekend is                                            | 2012                  | -                     |                 |              | Nr. 48 in de Single Top 100                |
| De avond van mijn leven                                       | 2013                  | -                     |                 |              | Nr. 14 in de Single Top 100                |
| Is het waar?                                                  | 2013                  | -                     |                 |              | Nr. 37 in de Single Top 100                |
| Ik ben nou eenmaal zo                                         | 2013                  | -                     |                 |              | Nr. 17 in de Single Top 100                |
| Geniet van het leven                                          | 2014                  | -                     |                 |              | Nr. 68 in de Single Top 100                |
| Bij ons in Brabant                                            | 2015                  | -                     |                 |              | Nr. 96 in de Single Top 100                |

### Dvd's
| Dvd's met hitnoteringen in de Nederlandse Music Top 30 | Datum van verschijnen | Datum van binnenkomst | Hoogste positie | Aantal weken | Opmerkingen |
| ------------------------------------------------------ | --------------------- | --------------------- | --------------- | ------------ | ----------- |
| Samen                                                  | 2005                  | 16-07-2005            | 18              | 2            |             |
| Live in concert                                        | 2010                  | 09-01-2010            | 4               | 10           |             |